# یواس‌اس شوپ (دی‌دی‌جی-۸۶)
یواس‌اس شوپ (دی‌دی‌جی-۸۶) (به انگلیسی: USS Shoup (DDG-86)) یک کشتی است که طول آن ۵۰۹ فوت ۶ اینچ (۱۵۵٫۳۰ متر) می‌باشد. این کشتی در سال ۲۰۰۰ ساخته شد.